# 아그로폴리
아그로폴리(이탈리아어: Agropoli)는 이탈리아 캄파니아주 살레르노도의 코무네다.